# حصن آل عمهر (تريم)
'

تعديل مصدري - تعديل

حصن ال عمهر هي إحدى قرى عزلة تريم بمديرية تريم التابعة لمحافظة حضرموت، بلغ تعداد سكانها 130 نسمة حسب تعداد اليمن لعام 2004.